# Iván Minda Chalá
Guido Iván Minda Chalá (Apuela, 20 de febrero de 1960) es un eclesiástico, filósofo y profesor católico ecuatoriano de etnia afroecuatoriana, primer obispo de Santa Elena desde 2022. Fue obispo auxiliar de Guayaquil, entre 2009 a 2022.

## Biografía
Nació el 20 de febrero de 1960, en la parroquia rural de Apuela, del cantón ecuatoriano de Cotacachi.
Realizó su formación primaria en la Escuela Fiscal Francisco Javier Endara, en Apuela; en la Escuela Alfonso del Hierro, en Quito; y finalizó en el Instituto Rosales, en Ibarra. Las dos últimas instituciones regentadas por los Hermanos de las Escuelas Cristianas. 
Realizó su formación secundaria en el «Colegio Nocturno Jacinto Collaguazo» y en el «Colegio San Pablo del Lago» (1988-1992), ambos en la ciudad de Otavalo y con jornada nocturna.
Ingresó en el Seminario Mayor de Ibarra, donde cursó sus estudios de Filosofía (1992-1994). Cursó sus estudios en Teología en la Universidad de Navarra, siendo alumno del Seminario Bidasoa (1994-1998).  
Tras realizar realizar estudios en la Universidad de Navarra (2002-2004), obtuvo la obtuvo la licenciatura en Filosofía. 

### Sacerdocio
Su ordenación sacerdotal fue el 27 de junio de 1998, a manos del obispo Antonio Arregui; incardinándose en la diócesis de Ibarra.
Como sacerdote desempeñó los siguientes ministerios:
- Vicario parroquial del Santísimo Sacramento en Alpachaca (1998-1999).
- Párroco de Santa María de la Esperanza y director del Seminario Menor de Ibarra (1999-2002).[2]
- Formador y secretario (2004-2005), y profesor de Historia de la Filosofía (2004-2009) en el Seminario Mayor de Ibarra.[3]
- Administrador parroquial de San Pedro de La Carolina (2007-2009).
- Párroco de Santa Catalina de Salinas y coordinador del «Centro de Alto Rendimiento Don Pedro de Arobe» (2005-2009).
- Administrador parroquial de La Carolina y Lita (2008-2009).
- Vicario episcopal para el Clero (2008-2009).[4]
- Miembro del Consejo Presbiteral.

## Episcopado

### Obispo auxiliar de Guayaquil

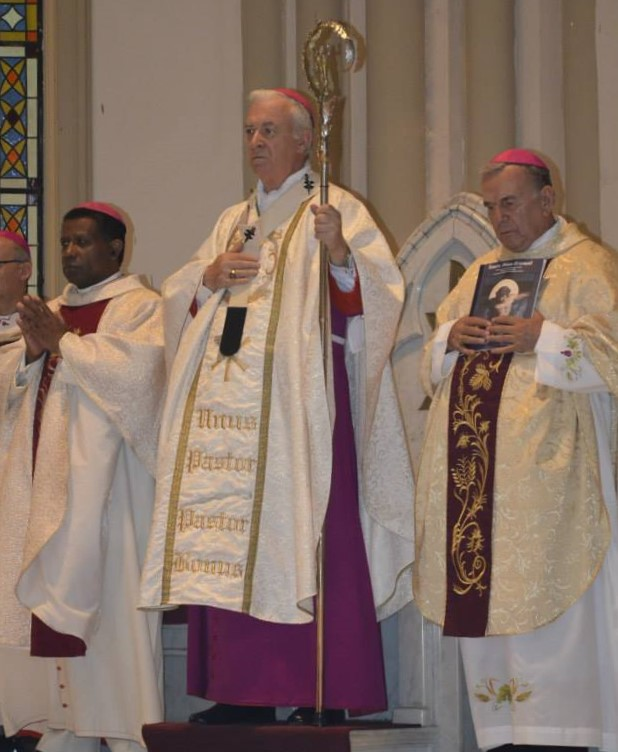
Iván Minda (izquierda), durante la Fiesta del Corpus Christi 2013.

El 4 de noviembre del 2009, el papa Benedicto XVI lo nombró obispo titular de Nisa en Licia y obispo auxiliar de Guayaquil. Este nombramiento marcó un hecho histórico y significativo, siendo la primera vez que un afroecuatoriano fue nombrado obispo.
Fue consagrado el 28 de noviembre del mismo año, en la catedral de Guayaquil, a manos del arzobispo Antonio Arregui Yarza.
- Vicario episcopal de la Vicaría Sur, Vicaría Suroeste y la Vicaría de Daule-Balzar.[6]
- Vicario general diocesano.
- Responsable de la Pastoral Afro, de Liturgia, y de la Vida Consagrada.

En la Conferencia Episcopal Ecuatoriana (CEE), fue miembro y presidente (2017-2020) de la Comisión Episcopal de Culturas.
Administrador apostólico de Ibarra
El 13 de octubre de 2018, fue nombrado administrador apostólico sede vacante de Ibarra. Tomó posesión canónica del oficio, al día siguiente, durante una ceremonia en la Catedral de Ibarra. Este cargo lo ejerció hasta la posesión del nuevo obispo René Coba Galarza el 1 de febrero de 2020.

### Obispo de Santa Elena

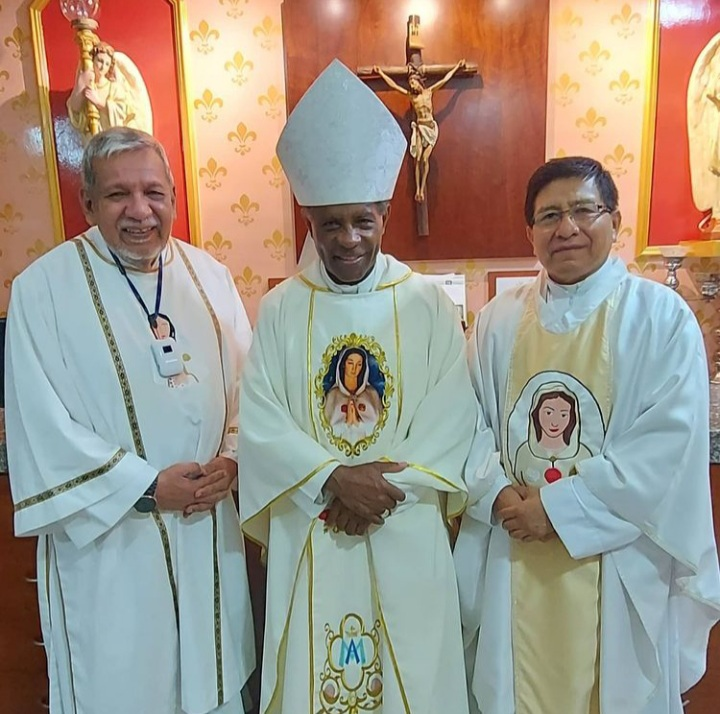
Minda (centro) meses antes de su nombramiento, en noviembre de 2021.

El 2 de febrero de 2022, fue erigida la Diócesis de Santa Elena, de la que fue nombrado su primer obispo al mismo tiempo. Tomó posesión canónica el 1 de abril del mismo año, durante una ceremonia en la Catedral Emperatriz Santa Elena.
En la CEE, es, desde noviembre de 2023, encargado del Programa de Grupos y Movimientos Laicales, como miembro de la Comisión Episcopal de Laicos.